# NGC 2688
NGC 2688 је лентикуларна галаксија у сазвежђу Велики медвед која се налази на NGC листи објеката дубоког неба.
Деклинација објекта је + 49° 7' 21" а ректасцензија 8h 55m 11,4s. Привидна величина (магнитуда) објекта NGC 2688 износи 15,8 а фотографска магнитуда 16,8. NGC 2688 је још познат и под ознакама MCG 8-16-40, NPM1G +49.0113, PGC 25048.